# Risotto
Il risotto è un primo piatto tipico della cucina italiana, originario dell'Italia settentrionale, in particolare Lombardia, Veneto e Piemonte e poi diffusosi in numerose versioni in tutto il paese.

## Descrizione
Tra le varie qualità di riso usate per preparare il risotto, ne esistono alcune particolarmente adatte (Arborio, Baldo, Carnaroli, Maratelli, Razza 77, Rosa Marchetti, Vialone Nano). La caratteristica principale del piatto è il mantenimento dell'amido, che, gelatinizzatosi a causa della cottura, lega i chicchi tra loro in un composto di tipo cremoso. Gli altri ingredienti sono solitamente salati e variano in relazione alla ricetta da preparare (carne, pesce, verdure, prodotti caseari).
C'è una concordanza di massima sulla procedura generale che prevede il preriscaldamento (tostatura) del riso nel tegame con sostanza grassa (burro, olio o altro) e una cottura a fuoco basso del riso stesso e degli ingredienti, che deve essere costantemente seguita, aggiungendo progressivamente il liquido (brodo o succo) necessario a consentire l'assorbimento da parte dei chicchi di riso e la cottura in un costante equilibrio di umidità.
Esistono invece opinioni diverse sui particolari esecutivi ma anche sulla delimitazione del concetto di risotto, che nell'accezione più restrittiva esclude tutti i piatti in cui gli ingredienti non siano cotti esclusivamente per il tempo di cottura del riso. Nella definizione corrente di risotto sono invece comprese anche le versioni in cui gli ingredienti di condimento che cuociono assieme al riso siano stati assoggettati ad un precedente autonomo ciclo di cottura. Ne restano pertanto esclusi i piatti di riso in cui il condimento viene aggiunto, come sulla pasta, a cottura ultimata. Prima di brasare il riso, può essere aggiunto al riso un filo di olio da cucina o di oliva per renderlo più fragrante. I piatti di risotto non devono essere troppo asciutti, per preservarne il gusto.

## Piatti "risottati"

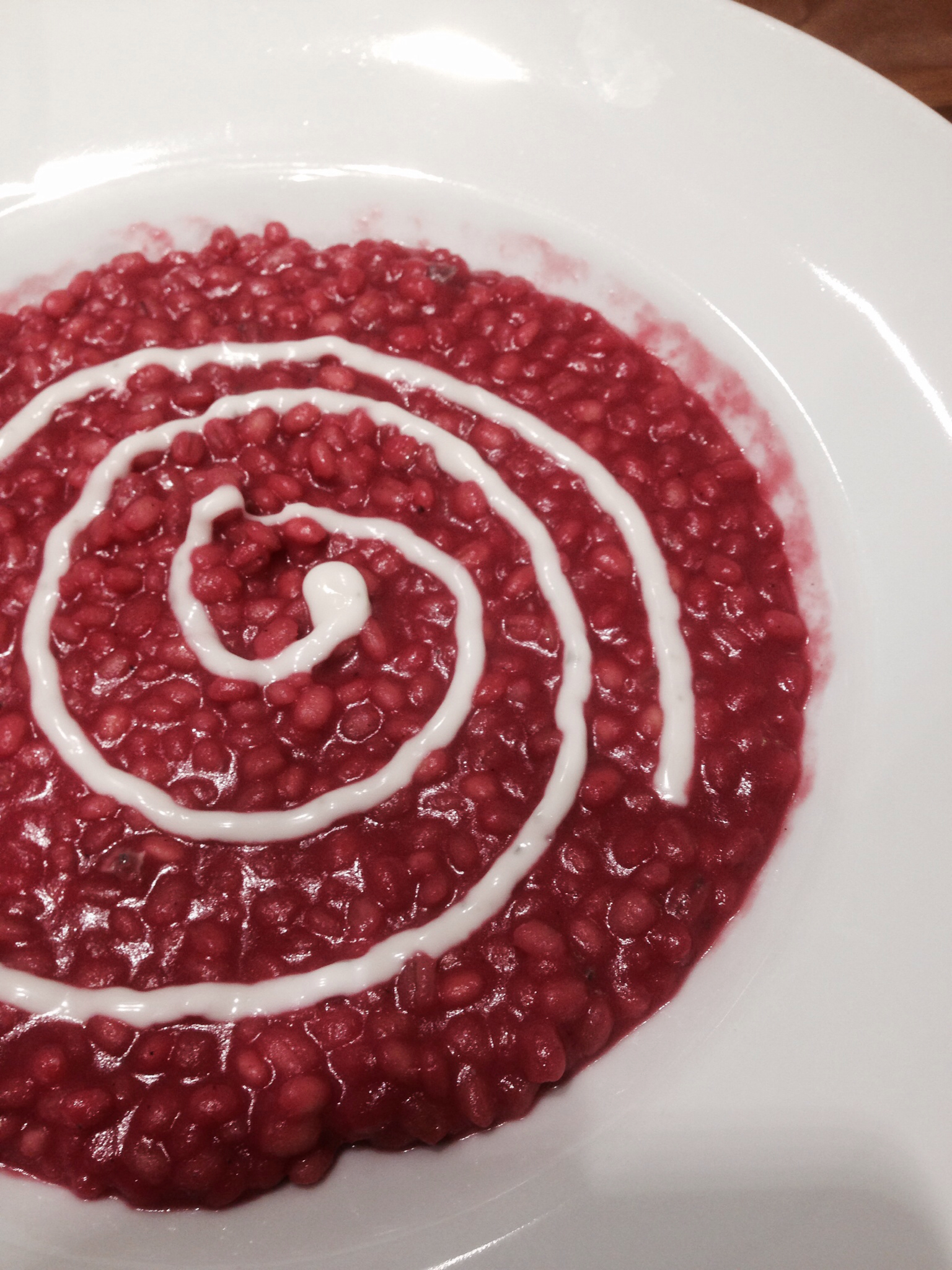
Orzo risottato con barbabietola e gorgonzola.

Nella lessicografia culinaria il termine "risottato" può definire un piatto cucinato con la tecnica del risotto, ma usando un altro ingrediente di base, come ad esempio la "pasta risottata". Altri piatti a base di cereali possono essere anche chiamati "risottati" come il farro risottato, l'orzo risottato, il grano risottato.

## Giuseppe Verdi e il risotto
Giuseppe Verdi, che è stato anche un grande imprenditore agricolo, considerava i piaceri della tavola opera d'arte, come scrisse, nel 1889, il suo amico Giuseppe Giacosa. Nella sua Villa di Sant'Agata, fra i tanti piatti preparati da Verdi, il risotto era consumato e apprezzato in ogni stagione: una sua ricetta dettagliata per quattro persone fu scritta da sua moglie Giuseppina in una lettera indirizzata a Camille du Locle, l'impresario del Teatro dell'Opera di Parigi, che si era detto interessato a conoscerne gli ingredienti in una precedente missiva.
Esiste anche un "risotto Giuseppe Verdi" ideato dallo chef francese Henry-Paul Pellaprat.